# U-360
U-360 — средняя немецкая подводная лодка типа VIIC времён Второй мировой войны.

## История
Заказ на постройку субмарины был отдан 6 августа 1940 года. Лодка была заложена 9 августа 1941 года на верфи «Фленсбургер Шиффсбау», Фленсбург, под строительным номером 479, спущена на воду 28 июля 1942 года. Лодка вошла в строй 12 ноября 1942 года под командованием оберлейтенанта Ганса-Юргена Бёринга.

### Командиры
- 12 ноября 1942 года — май 1943 года оберлейтенант цур зее Ганс-Юрген Бёринг
- май 1943 — 2 апреля 1944 года капитан-лейтенант Клаус Беккер

### Флотилии
- 12 ноября 1942 года — 30 июня 1943 года — 5-я флотилия (учебная)
- 1 июля 1943 года — 2 апреля 1944 года — 13-я флотилия

### История службы
Лодка совершила 7 боевых походов, потопила 1 военный корабль водоизмещением 7153 т, повредила 1 военный корабль водоизмещением 1540 тонн. Потоплена 2 апреля 1944 года в Норвежском море к юго-западу от острова Медвежий, в районе с координатами 72°28′ с. ш. 13°04′ в. д., глубинными бомбами с британского лидера эсминцев HMS Keppel (D84), в ходе проводки арктического конвоя JW-58. 51 погибших (весь экипаж).